# Průplav Dortmund–Emže

Mapa průplavu

Průplav Dortmund–Emže (německy: Dortmund-Ems-Kanal, DEK) je 269 kilometrů dlouhá vnitrozemská vodní cesta v Německu. Prochází spolkovými zeměmi Severní Porýní-Vestfálsko a Dolní Sasko a spojuje Porúří se Severním mořem. Překonává sedmdesátimetrové převýšení a nachází se na něm patnáct zdymadel.

## Průběh
Průplav začíná v dortmundském přístavu. Umělý úsek je dlouhý 215 kilometrů a končí v Papenburgu, pak vede průplav 45 km regulovaným korytem řeky Emže. Závěrečná část kanálu je opět umělá, měří 9 km a vede z Oldersumu do Emdenu. Maximální hloubka dosahuje 3,5 metru. DEK překlenuje 166 mostů a lávek. 
Nedaleko Hörstelu se na něj napojuje Středoněmecký průplav. U Dörpenu odbočuje Pobřežní průplav vedoucí do povodí Vezery. Přes řeky Lippe a Stever vedou viadukty. Technickou pozoruhodností je lodní výtah v Henrichenburgu, první víceplášťový lodní výtah na světě, který překonával výškový rozdíl 14 m a byl v provozu do roku 1969, pak byl adaptován na muzeum.

## Historie
Nejstarším úsekem je průplav Emže–Hase z roku 1828. V roce 1892 byly zahájeny práce na jeho prodloužení na jih do Dortmundu. Dokončený průplav byl slavnostně otevřen císařem Vilémem II. 11. srpna 1899. Jeho úkolem bylo urychlit dopravu uhlí a oceli z průmyslové oblasti okolo Rúru k moři a stal se základem západoněmecké sítě průplavů. Ve dvacátých letech byla jeho kapacita rozšířena. V září 1943 proběhla Operation Garlic, při níž průplav intenzivně bombardovala 617. peruť RAF, avšak nezpůsobila závažnější škody.
Dopravu zajišťovaly lodě typu Dortmund-Ems-Kanal-Schiff zvané Dortmunder o nosnosti tisíc tun. Po druhé světové válce je začaly nahrazovat lodě Gustav-Koenigs-Schiff. Vodní cesta je ve správě Spolkového ministerstva dopravy. U Dortmundu slouží průplav k tréninku veslařů, po jeho břehu vede cyklostezka.
Zdymadlem v Münsteru projde za rok přibližně třináct milionů tun zboží.